# Punta el Fortí
La Punta el Fortí és una muntanya de 198 metres que es troba al municipi de la Granja d'Escarp, a la comarca catalana del Segrià.